# Колежът „Ръшмор“
„Колежът „Ръшмор“ (на английски: Rushmore) е вторият пълнометражен филм на американския режисьор Уес Андерсън. Успехът му помага сериозно на развитето на кариерите на Андерсън и изпълнителя на главната роля Джейсън Шуорцман и освен това дава началото на множество роли на Бил Мъри в независими филми.

## Сюжет
Внимание:  Текстът по-долу разкрива сюжета на произведението (или части от него)!
Макс Фишер (Джейсън Шуорцман) учи в колежа „Ръшмор“ и е в десети клас. Въпреки че не е от най-блестящите ученици, той е редактор на училищния вестник, председател на клуба по френски, немски, шах клуба, клуба по астрономия, капитан на отбора по фехтовка и дебати.
Извънкласните му дейности освен това включват режисиране на трупата „Макс Фишер“, писане на пиеси за корупцията в полицията, насилието в града, войните и др. Многостранните му интереси обаче не му помагат в колежа и той е сред най-слабите ученици. Фабулата във филма се върти около учителката му Мис Крос (Оливия Уилямс), в която той е влюбен и опитите му да я спечели.